# Alter Friedhof (Ismaning)

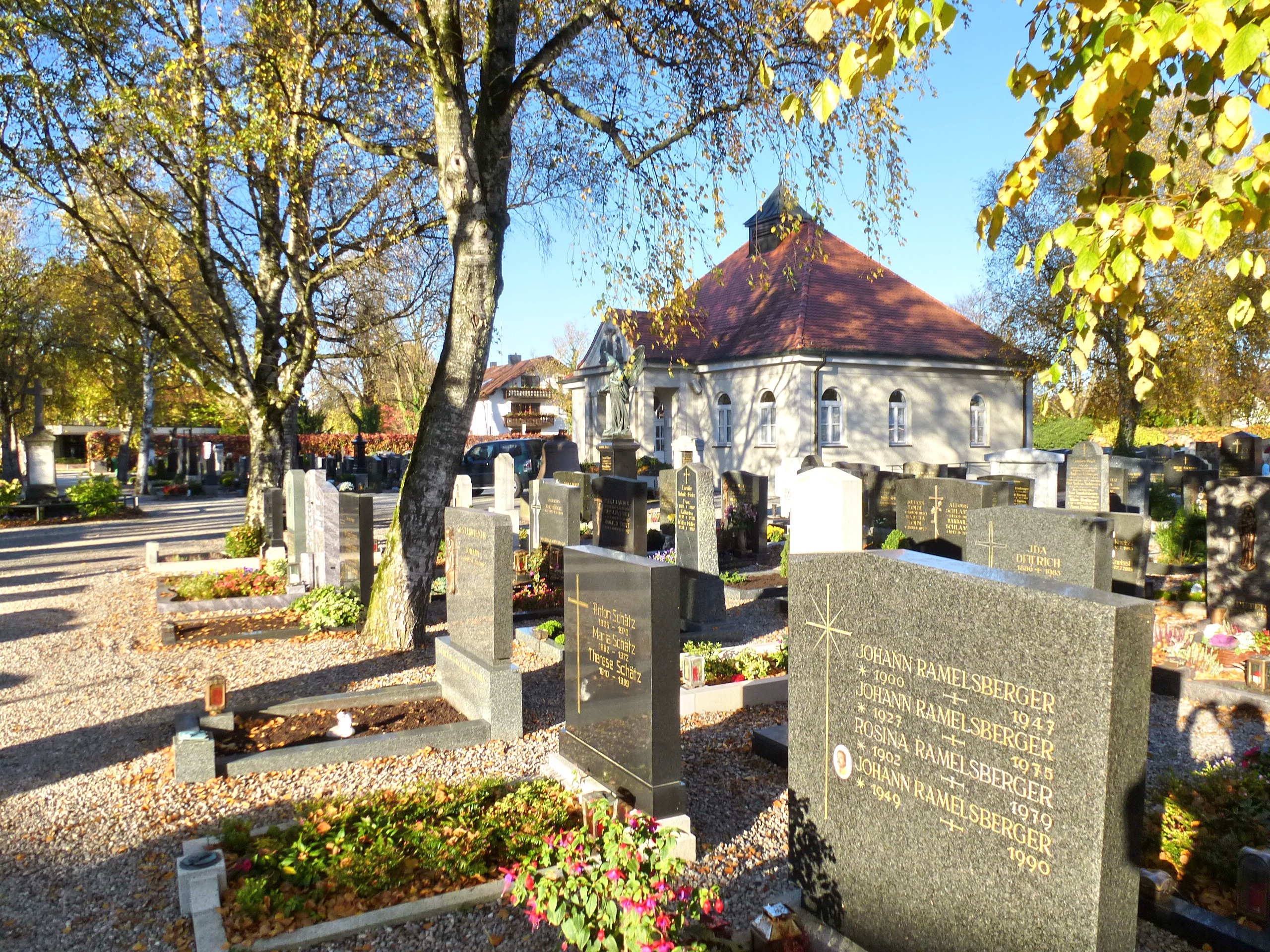
Gräberreihen auf dem alten Friedhof

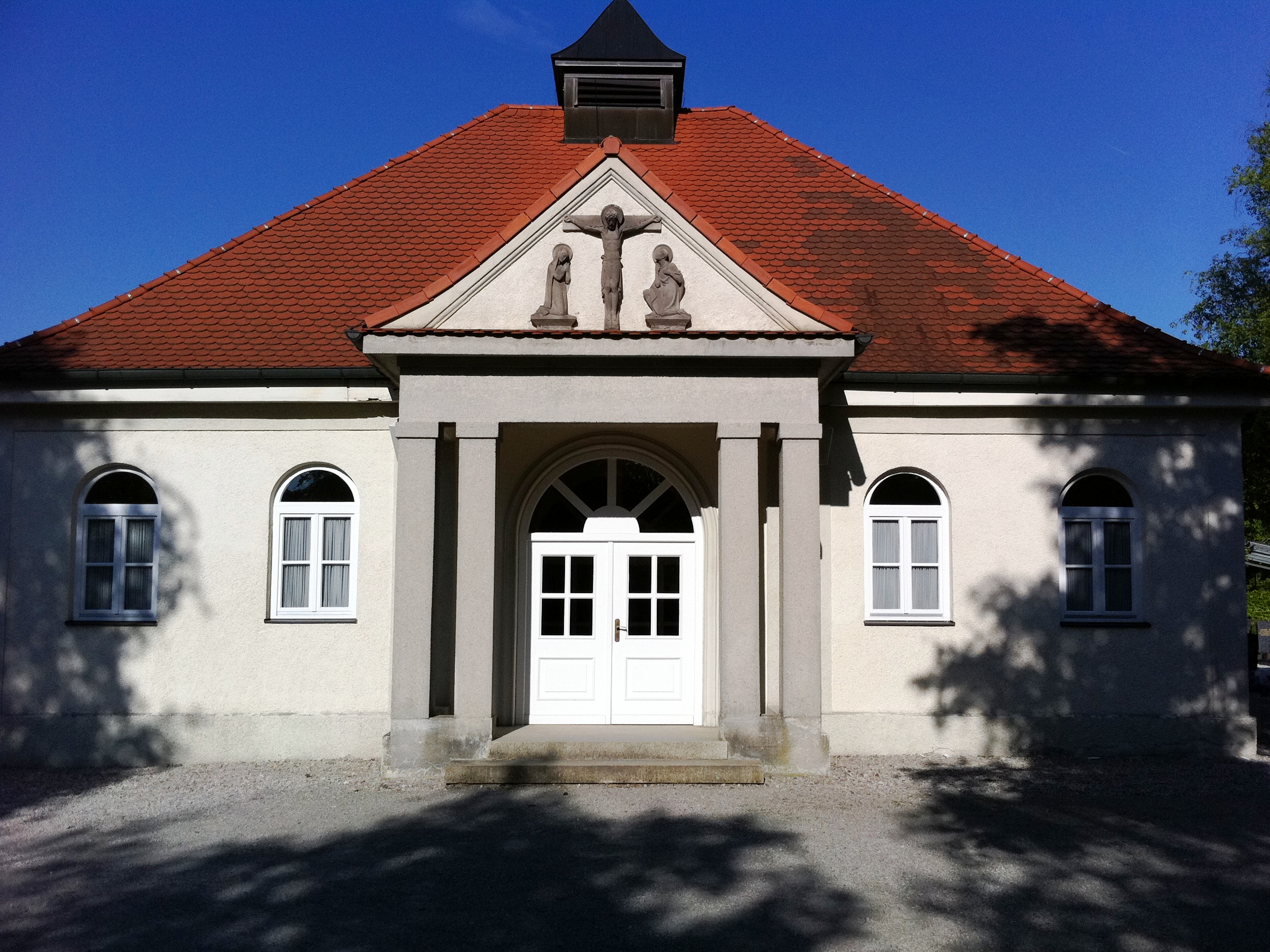
Leichenhalle

Der denkmalgeschützte Alte Friedhof ist ein Begräbnisplatz in der Gemeinde Ismaning (Oberbayern) (Aktennummer D-1-84-130-30).
Er wurde 1873 zwischen der Aschheimer Straße und der Straße An der Torfbahn angelegt. Er beherbergt Gräber, die bis in das frühe 20. Jahrhundert zurückführen.
Etwa aus der gleichen Zeit stammt die spätklassizistische Leichenhalle, die nach oben mit einem Walmdach abschließt. Dort aufgesetzt ist ein Dachreiter. Den Eingang überspannt eine Vorhalle.
Ein Friedhofskreuz mit Marmortafel auf einem Sockel bezeichnet den Friedhof mit dem Jahr 1873.